# Velîkîi Lîstven, Horodnea
Velîkîi Lîstven (în ucraineană Великий Листвен) este o comună în raionul Horodnea, regiunea Cernihiv, Ucraina, formată numai din satul de reședință.

## Demografie
Componența lingvistică a comunei Velîkîi Lîstven
     Ucraineană (97,15%)
     Rusă (2,85%)
Conform recensământului din 2001, majoritatea populației comunei Velîkîi Lîstven era vorbitoare de ucraineană (97,15%), existând în minoritate și vorbitori de rusă (2,85%).